# La faute de l'abbé Mouret
La Faute de l'abbé Mouret é um romance do escritor francês Émile Zola publicado em 1875.

## La Faute de l'abbé MoureteO Crime do Padre Amaro
Há quem acuse Eça de Queiroz de plagiar o romance de Zola em O Crime do Padre Amaro, sobretudo devido à semelhança do título, desconhecendo contudo que o romance português começou a ser publicado em folhetim em 1870.